# 東京理科大学野田キャンパス
東京理科大学 野田キャンパス（とうきょうりかだいがく のだキャンパス）は、東京理科大学のキャンパスの一つである。
千葉県野田市に所在する。

## 概要
東京理科大学野田キャンパスは、1966年（昭和41年）に竣工し、工学部の一部を設置してスタートした。
野田キャンパスは東京ドーム10個分の広大な敷地を誇り、敷地面積は430,430㎡である。
キャンパスの周辺環境はよく、近くには利根運河が流れ、散歩を楽しめる運河台緑地、運河水辺公園がある。野田校舎の近くには、霊波之光という宗教法人の建設物がある。最寄り駅の「運河駅」から「柏駅」まで電車で10分で行ける
東京理科大学は野田キャンパスを「リサーチパーク型キャンパス」と位置づけており、再構築に伴って様々な研究施設が建設されている。また、グラウンドや体育館、宿泊施設などが完備され、講義棟や、実験棟、研究センター、薬学部キャンパスなど新しい施設も多い。
1958年、東京理科大学は国分寺校地（1942年および1943年に購入し、農業理科学科が置かれ、同学科廃止後グラウンドとなっていた）の売却益をもとに、千葉県野田市の87,491 m2の土地を購入し、1959年11月に運動場の造成が完了した。1966年3月に1号館（講義棟）を竣工し、野田校舎（野田キャンパス）がスタートした。1966年6月までに171,652m2、1977年度までに572,679 m2の校地を取得した。
1967年（昭和42年）4月1日 - 野田校舎（野田キャンパス）に、理工学部（数学科・物理学科・建築学科・工業科学科・電気工学科・経営工学科・機械工学科）を設置した。
2023年（令和5年）4月、 理工学部を「創域理工学部」に名称変更し、数学科を数理科学科に、物理学科を先端物理学科に、情報科学科を情報計算科学科に、応用生物科学科を生命生物科学科に、経営工学科を経営システム工学科に、機械工学科を機械航空宇宙工学科に、土木工学科を社会基盤工学科に改称した。

## 沿革
- 1966年（昭和41年） - 野田校舎（現在の野田キャンパス）が竣工。本年のみ工学部の一部を置く。

- 1967年（昭和42年）4月1日 - 野田校舎に理工学部（数学科・物理学科・建築学科・工業科学科・電気工学科・経営工学科・機械工学科）を設置、薬学部薬剤・衛生薬学科を薬学科に改称。

- 1975年（昭和50年）4月1日 - 理工学部土木工学科を新設。

- 1980年には、隣接する山林約60,000m2の借地権を同窓会が取得し寄贈された（理窓会記念自然公園）。

- 1989年（平成元年）5月 - 野田校舎に生命科学研究所（現：生命医科学研究所）を設置
- 1990年までは国道16号の北東側もキャンパスの一部（自動車練習場）であったが、NHK朝の連続ドラマ『君の名は』の屋外セットロケ撮影地として利用された後、関東運輸局千葉運輸支局野田自動車検査登録事務所となった。

- 1991年（平成3年）4月1日 - 野田校舎に基礎工学研究科を設置[25]。
- 2019年7月 - 東京理科大学が、野田キャンパス内に学生寮を新設する方針を発表。

- 2013年 - 基礎工学部（2,3,4年次）と基礎工学研究科が葛飾キャンパスに移転。

- 2013年（平成25年）6月 - 野田キャンパスに光触媒研究センターを設置。
- 2020年7月 - 野田キャンパスで「新実験棟」の竣工式が開催[3]。

- 2023年（令和5年）4月1日 - 理工学部を創域理工学部に名称変更し、数学科を数理科学科に、物理学科を先端物理学科に、情報科学科を情報計算科学科に、応用生物科学科を生命生物科学科に、経営工学科を経営システム工学科に、機械工学科を機械航空宇宙工学科に、土木工学科を社会基盤工学科に改称。

- 2025年4月に、薬学部及び薬学研究科を野田キャンパスから葛飾キャンパスに移転予定。

## 交通アクセス
- 東武野田線「運河駅」から徒歩5分